# Tour della nazionale maschile di rugby a 15 degli Stati Uniti d'America 1997
Nel gennaio. 1997, la nazionale di rugby a 15 degli Stati Uniti si reca in Galles,  per una serie di match.
Un tour disturbato dal maltempo (un primo match con il "Galles "A", il giorno di capodanno viene annullato).
Il bilancio è di tre partite di cui una vinta e due perse, compreso il test match con il Galles.
Il primo match viene dunque disputato contro Neath, che s'impone agevolmente sul terreno del cardiff Arms Park dove il match era stato spostato per impraticabilità del campo di Neath.
| Cardiff 4 gennaio 1997 | Neath RFC    | 39 – 15 | Stati Uniti XV | National Stadium (1.000 spett.)\| Arbitro: \| J Bacigalupo \| |
| Arbitro:               | J Bacigalupo |         |                |                                                               |

 Nel secondo match, invece, le "Eagles" conquistano una bella  vittoria contro Pontypridd
| Pontypridd 7 gennaio 1997 | Pontypridd | 13 – 15 | Stati Uniti XV |  |

 Nulla da fare nel test contro il Galles 
| Arbitro: | L. Mayne |

| |            | |
| mete: Evans 2 meta tecnica, Gibbs trasf.: AC Thomas 4 c.p.: AC Thomas 4 | Marcatori  | mete: Bachelet c.p.: Alexander 3 |
| 15.Justin Thomas 14.Ieuan Evans 13.Allan Bateman 12.Scott Gibbs (cap.) 11.Gareth Thomas 10.Arwel Thomas 9.Rob Howley 8.Scott Quinnell 7.Colin Charvis 6.Steve Williams 5.Mark Rowley 4.Gareth Llewellyn 3.Dai Young 2.Garin Jenkins 1.Christian Loader sostituti: Jonathan Davies Craig Quinnell Gwyn Jones Paul John Non entrati : Lyndon Mustoe Barry Williams | Formazioni | 15.Mark Williams 14.Vaea Anitoni 13.Richard Tardits 12.Mark Scharrenberg 11.Brian Hightower 10.Matt Alexander 9.Andre Bachelet 8.Rob Lumkong 7.Jay Wilkerson 6.Dan Lyle (cap.) 5.Alec Parker 4.Cliff Vogl 3.Bill LeClerc 2.Tom Billups 1.Ray Lehner sostituti: Chris Morrow Jason Walker |